# 10675 Kharlamov
10675 Kharlamov è un asteroide della fascia principale. Scoperto nel 1978, presenta un'orbita caratterizzata da un semiasse maggiore pari a 2,3822444 UA e da un'eccentricità di 0,2062057, inclinata di 3,17762° rispetto all'eclittica.